# Васильев, Николай Яковлевич (капитан)
Николай Яковлевич Васильев (12 (25) февраля 1889, Санкт-Петербург — 23 декабря 1965, Ленинград) — капитан дальнего плавания, профсоюзной деятель, судостроитель, писатель, редактор, журналист, изобретатель, преподаватель, яхтсмен, член КПСС с 1918 года, персональный пенсионер союзного значения.

## Биография

### Образование
Окончил в Санкт-Петербурге общеобразовательное училище; Училище дальнего плавания с большой золотой медалью (диплом № 668, апрель 1908); Институт преподавателей мореходных учебных заведений при Училище дальнего плавания (1913).
Владение иностранными языками: английским, французским, немецким, шведским.

### Судоводительская карьера
В разные годы с 1905 по 1927 плавал на русских и иностранных судах торгового флота.
В 1905 году впервые вышел в море в качестве ученика на транспорте «Самоед».
1906—1907 гг. — штурманский ученик на пароходах «Воронеж» и «Ярославль» Добровольного флота.
1908—1909 гг. — матрос на парусниках «Сибаль» и «Аза» Норвежской компании.
1909—1910 гг. — помощник капитана на пароходах «Эстония», «Литуания» и «Россия» Восточно-Азиатского общества.
1910—1911 гг. — помощник капитана на пароходе «Консул Торсе» Северного общества.
В январе 1918 года был выдвинут Центральным Комитетом Балтийского флота (Центробалт) в состав Рижской Комиссии Брест-Литовской Мирной делегации по перемирию с немцами и установлению демаркационной линии на Балтийском море. Работал в Комиссии в продолжении всего времени ведения переговоров.
В 1918 году в составе Верховной Коллегии Главода руководил морским транспортом Республики, осуществляя его национализацию и переустройство на социалистических началах.
В 1920 году распоряжением Реввоенсовета Республики был отозван из действующей армии и вторично назначен Управляющим морским транспортом Республики. В октябре назначен Председателем Комиссии Совнаркома по вопросу возвращения из-за границы в Россию судов Русского Торгового Флота (Доброфлот).
В феврале 1921 года эксперт по вопросам торгового мореплавания в составе Русско-Польской Мирной делегации.
В 1921 году заместитель начальника Центрального Управления морского транспорта (Цумор) Наркомата Путей Сообщения. Готовил перевод морского транспорта на коммерческий расчет в соответствии с новым курсом экономической политики (НЭП).
Принимал участие в организации первой товарообменной Карской экспедиции и ходил с нею Северным морским путем в устья Сибирских рек. По возвращении написал книгу «Карская экспедиция».
В 1923 году в состав Центрального Правления Госторгфлота, где выполнял обязанности директора-распорядителя и руководил работой по составлению программы строительства нового советского торгового флота. Организовал издание журнала «Торговый флот», был его ответственным редактором.
В 1925 году заместитель Председателя правления Ленинградского судостроительного треста (Судотрест). Реорганизовал работу треста, повысив его оперативность. Руководил выполнением программы строительства нового торгового флота: первых лесовозов, рефрижераторов-теплоходов для Лондонской линии, пассажирских теплоходов для Крымско-Кавказской линии, больших лесовозов, теплоходов для Дальнего Востока и др.
В 1927 году гарантийный капитан в первом зарубежном плавании судов советской постройки «Азнефть» и «Грознефть».
В 1928 году Управляющий Институтом по проектированию морских судов (Судопроект), который в то время являлся центром технического прогресса судостроительной промышленности. Организовал издание журналов «Бюллетень Судопроекта» и «Теория и практика судостроения», редактировал, писал в них статьи, снабжал некоторые издания своими предисловиями.
Как моряк торгового флота посетил зарубежные страны Северной Америки, Европы, Азии и Африки.

### Общественно-политическая деятельность
В 1905 году участвовал в демонстрации 9 января (Кровавое воскресенье), где на его глазах при разгоне колоны рабочих казаки зарубили несколько человек.
В 1906—1907 годах доставлял нелегальную литературу из Нагасаки во Владивосток. Распространял её среди солдат на острове Русский.
В марте 1917 года участвовал в собрании моряков торгового флота в Петрограде, первым положившим основание в организации Союза Моряков торгового флота. Совместно с другими моряками-активистами организовал первое общее собрание моряков торгового флота судов, стоявших в Гельсингфорсе. Вошел в состав Организационного Комитета Отдела Всероссийского Союза моряков торгового флота.
В апреле-июле 1917 года принимал участие в организации 1-го Всероссийского Съезда моряков торгового флота.
В июне 1917 года первым председателем Балтийского Комитета моряков торгового флота (Балторком).
В 1918 году в феврале-марте участвовал в работах Чрезвычайного Всероссийского Съезда работников водного транспорта, положившего основы строительства национализированного торгового флота на социалистических началах. Будучи беспартийным, от фракции большевиков был избран в Центральный Комитет Всероссийского Союза работников водного транспорта, в состав членов Верховной Коллегии Главода и в состав делегации по установлению интернациональных связей. Был в составе делегации, докладывавшей Совнаркому под председательством В. И. Ленина о системе управления национализированным водным транспортом, разработанной Съездом. Был делегатом 2 и 3-го Съездов рабочих водного транспорта.
В апреле 1918 года участвовал в организации вывода торгового флота из Гельсингфорса в Петроград, когда возникла угроза захвата его немцами (Ледовый поход).
Во второй половине 1918 года получил непосредственные указания от В. И. Ленина по поводу положения Черноморского торгового флота, которому угрожал захват белогвардейцами в Новороссийске.
В сентябре 1918 года вступил в коммунистическую партию. Принимали в партию секретари Замоскворецкого района города Москвы. В 1930 году в связи с арестом был исключен из партии. После реабилитации был восстановлен без перерыва в стаже с 1918 года. Вернувшись
в Ленинград, возглавил по месту жительства группу содействия партийно-государственному контролю.
Состоял в профсоюзе моряков с 1917 г., рыбников с 1935 г.
В 1922 году назначен руководителем создаваемого государственного Балтийского пароходства.
Через год число действующих пароходов увеличилось в 2 раза, а количество перевозимых грузов — в 10 раз по сравнению с одинаковым периодом Балтмортрана.
В середине лета 1923 года отозван в Москву и введен в состав Центрального правления Госторгфлота.
В 1924 году вновь руководитель пароходства. Это назначение было вызвано тем, что предыдущее руководство своими неквалифицированными действиями привело пароходство в упадок. Дело дошло до того, что был заложен уголь, которым снабжались суда пароходства. В результате принятых мер новому руководству удалось восстановить эффективность работы пароходства.
Новатор стандартизации судостроения
По его инициативе в Судопроекте были созданы экспертные комиссии по каждой специализации с привлечением лучших заводских инженеров, капитанов судов и других специалистов-практиков для непосредственной работы по стандартизации элементов торгового судна, а на заводах-строителях создавались ячейки стандартизации.
Разработал и внедрил классификатор элементов торгового судна, по которому каждая судовая деталь имела свой личный индекс.
Проекты стандартов публиковались в «Бюллетенях Судопроекта», а многие образцы стандартных изделий в натуральную величину выставлялись для всеобщего обозрения в Ленинградском Музее торгового мореплавания и портов.
В 1929 году 11-14 февраля состоялось под его председательством первое Всесоюзное совещание по стандартизации в судостроении.
В состав совещания входили представители заводов, заказчики судов, представители союзов моряков и металлистов, Регистра СССР и другие специалисты. По итогам совещания была принята трехлетняя программа стандартизации в судостроении.

### Военно-морской флот
В 1911 году явился во исполнение воинской повинности и был зачислен в запас до 1933 года.
Когда началась Первая империалистическая война, добровольно явился в Главный Морской Штаб и был зачислен с 24 сентября 1914 года охотником флота. Приведен к присяге 26 сентября 1914 года. Служил на судах Транспортной флотилии Балтийского моря в качестве старшего помощника капитана, капитана. В 1916 году всех торговых моряков, занимавших командные должности, произвели в прапорщики флота. Назначен начальником 8-го отряда транспортов Балтийского моря. Затем флаг-офицером и флаг-интендантом Штаба Транспортной флотилии Балтийского моря. Уволен с военной службы 16 июня 1918 года.
В марте 1919 года мобилизован по партийной линии на Волжско-Каспийский фронт гражданской войны, где пробыл до начала 1920 года в качестве Помощника Главного Командира всех военно-морских портов реки Волги и Каспийского моря. В 1920 году отозван с фронта
и назначен Управляющим морским транспортом Республики.

### В заключении
18 июля 1930 года по клеветническому доносу арестован Ленинградским отделением ОГПУ. Следователь, применив пытки — лишение сна, заставил его написать под диктовку признание во вредительстве, которое он яко бы совершил, будучи руководителем Балтийского морского пароходства. Нашлись и подставные свидетели.
В июне 1931 года осужден заочно Коллегией ОГПУ по статье 58-7 (вредительство), сроком на 10 лет без конфискации имущества.
Но вопреки Решению суда имущество было конфисковано.
Отбывая срок заключения, работал на строительстве Беломорско-Балтийского канала в качестве начальника Повенецкой Водной Базы,
где предложил для ускорения строительства шлюза № 1 использовать водный транспорт для доставки песка и реализовал свое предложение. Работая на Судоверфи в Пиндуши, построил первый морской лихтер.
Будучи капитаном парусно-моторной шхуны «Новые Соловки», вывел её из урагана силою в 12 баллов, сохранив, таким образом, судно и жизнь 12 человек экипажа, за что был занесен на красную доску и награждён почетной грамотой.
За активное и творческое выполнение работ на строительстве Беломорско-Балтийского канала и на Судоверфи в Пиндуши срок его заключения был сокращен вдвое. Освобожден досрочно из-под стражи 27 сентября 1935 года.
Выйдя на свободу, неоднократно писал жалобы в верхние инстанции на несправедливое решение суда.
В 1955 году судебное дело было пересмотрено. Верховный Суд СССР отменил Постановление Коллегии ОГПУ за необоснованностью обвинения и Н. Я. Васильев оправдан полностью. Назначена персональная пенсия республиканского значения. В 1961 году Комиссия при Совете Министров СССР установила персональную пенсию союзного значения за заслуги перед партией и страной.
Судимость отца отразилась на его дочери — её не приняли в комсомол, заявив на собрании, что она дочь «врага народа».

### Рыбная промышленность
В 1935 году после освобождения из заключения стал работать в рыбной промышленности, так как вернуться на работу в морской транспорт, как имевший судимость, не имел права. По рекомендации лагерного начальства был принят на должность Главного капитана Управления прибрежного рыболовного промысла треста Мурманрыба. Изобрел новый тип рыболовного судна — композитную касатку.
В 1941 году старший аварийный инспектор в Астрахани. Предложил вывозить зимой свежую рыбу с промысла по льду на парусных буерах, что ускорило сдачу фронту и населению свежей рыбы. Для этой цели под его руководством было построено 50 буеров, бригаду из которых он возглавил. Для управления буерами, написал «Наставление по управлению парусными судами рыболовного флота».
В 1942 году в составе группы специалистов направлен на Дальний Восток в Игарку для освоения новых рыбопромысловых районов. Работал на разных должностях: старший инженер по судостроению Красноярского Госрыбтреста и Таймырского Рыбтреста (Дудинка), главным инженером Игарской Судоверфи. Предложил и осуществил скоростным методом постройку 2000 рыбачьих лодок. Тем же методом было построено 150 парусных рыболовных шлюпок, что предотвратило угрозу срыва добычи рыбы из-за недостатка нефти для моторного флота.
В 1944 году консультант Главсеврыбпрома в Архангельске на судоверфи по строительству его композитных касаток.
В 1945 году начальник Мурманской Экспериментальной Базы. Им созданы новые типы рыболовных судов: малый рыболовный траулер и траулер кормового траления, и ряд других новинок: сетеподъемный механизированный рол; удёбная машинка; герметический камелек; трал, не снижающий своего вертикального раскрытия при увеличении скорости траления.
В 1948 году под угрозой выселения из Мурманска из-за наличия судимости согласился на понижение в должности до рядового инженера, лишь бы закончить экспериментальные работы по кормовому тралению. По окончании основных работ был выселен из города.
В 1951 году назначен переводом старшим инженером по судостроению Азовской Судоверфи.
В 1952 году главный инженер Петрозаводской Судоверфи.
В 1955 году старший инженер по эксплуатации флота Мурманского областного управления по делам рыболовецких колхозов и МРС.
С 1959 года конструктор 1 категории Ленинградского Института Гипрорыбфлот.

### У истоков кормового траления
В феврале 1948 года сделал доклад на Техническом Совете Тралового флота на тему «Траулер нового типа», представив необходимые эскизы и расчеты. Получив отрицательную оценку новинки, отправился в Москву и на Техническом Совете Министерства рыбной промышленности доложил о кормовом тралении. Совет постановил: «организовать разработку технических заданий на проектирование нового типа траулера с кормовым тралением и составление предэскизного проекта с использованием материалов доклада и с привлечением для работы Мурманской Экспериментальной Базы». Одновременно было предложено переоборудовать одну из недостроенных васильевских (композитных) касаток для производства опытов по кормовому тралению.
В 1949 году 8 июля вышел в свой первый рейс малый кормовой траулер «Новатор». Все подготовительные работы и опыты на «Новаторе» проводились при непосредственном руководстве Н. Я. Васильева. Этими опытами была доказана целесообразность перехода от метода бортового траления к методу кормового.
По результатам опытных работ сотрудниками Мурманской Экспериментальной Базы выполнен предэскизный проект большого кормового траулера. Васильев Н. Я. вспоминает:
«Разработкой проекта кормового траулера завершилась трехгодовая работа Мурманской Экспериментальной Базы и моя лично по кормовому тралению. Был выполнен не только проект типа судна, но и многочисленными опытами на «Новаторе» доказана жизненность самой идеи кормового траления. Огромные усилия пришлось затратить на то, чтобы убеждать неверующих в том, что кормовое траление произведет революцию в траловом деле. Зато результаты этой работы превзошли все ожидания».

### Серийное строительство васильевской касатки
В 1938 году в Мурманске разработал новый тип рыболовного судна, так называемое «композитная (васильевская) касатка».
В 1944 году началось строительство этих судов. Они вооружались малым тралом и механизированным сетеподъемным ролом конструкции автора новинки.
В апреле 1945 года состоялось совещание у Министра рыбной промышленности, на котором стоял вопрос о выборе рыболовного судна для серийной постройки на одном из заводом судостроительной промышленности. В результате обсуждения из трех кандидатов выбрали васильевскую касатку.
До 1955 года судов этого типа было построено свыше 400 единиц. Ими был перевооружен почти весь прибрежный флот Баренцева и Белого морей. Строители были удостоены Сталинской премии «за создание рыболовного судна новой конструкции», а сам автор новинки остался без премии.

### Помимо основной работы
По актуальным темам писал книги и статьи для газет и журналов. В 2018 году вышла из печати книга его воспоминаний «Северный Морской Путь Васильева Николая», которую подготовили к изданию внук С. С. Сагаков и племянник А. В. Нижегородов.
Редактировал журналы: «Труженик моря» (1917), «Торговый флот» (1923—1925), «Теория и практика судостроения», «Бюллетень Судопроекта».
В 1930 году научный сотрудник Центрального научно-исследовательского института водного транспорта (ЦНИВТ), Ленинград.

### Педагогическая деятельность
Преподавал морские дисциплины: в Устьинской мореходной школе (1909—1914), в Мурманском морском техникуме (1940—1941),
в Астраханском Рыбвтузе (1941—1942), в Мурманском мореходном училище (1957—1959), в Мурманском Учебно-Курсовом Комбинате.
Читал курс лекций по экономике и эксплуатации морского транспорта на Кораблестроительном факультете Ленинградского Политехнического Института (1929—1930).

### Во главе Музея торгового мореплавания и портов
В 1922 году инициировал, организовал и возглавил по совместительству на безвозмездной основе Ленинградский Музей торгового мореплавания и портов, которым руководил до своего ареста 18 июля 1930 года.
Флагман первого зарубежного похода эскадры яхт
Все свободное время проводил летом на яхтах, зимой на буерах. Сам проектировал и строил буера.
В 1913—1914 годах заведовал «Школой плавания под парусами» при Невском яхт-клубе.
Написал для молодых моряков книгу «Парусный ботик», выдержавшую несколько изданий.
В 1927 году возглавил на общественных началах Ленинградский яхт-клуб металлистов. Избран его командором.
Инициировал и возглавил в качестве флагмана первый зарубежный поход эскадры яхт Ленинградского яхт-клуба в порты Финляндии и Швеции, который состоялся летом 1927 года. В 1928, 1929 годах поход повторили.

## Личная жизнь

### Семья
Родители: отец Васильев Яков Васильевич (1857—1933) и мать Васильева Анна Яковлевна (1859—1936) — питомцы Воспитательного дома, батрачили до совершеннолетия у немецких колонистов. Затем отец стал работать на заводе, но по состоянию здоровья перешел на работу дворником.
Две сестры, которые были старше брата. Одна из них училась в учительской семинарии.
Жена Франциска Людовиковна Васильева (Прево, 1900—1981), француженка по отцу, родилась в Москве.
Дочь Сусанна (1922—2001).
Внук Станислав Святославович Сагаков (1950—2021) физик-теоретик, окончив Московский инженерно-физический институт с красным дипломом, много лет работал над созданием новых лазеров. После распада СССР стал профессиональным изобретателем, где известен как Стас Сагаков. В его активе более 150 патентов на изобретения. Лауреат конкурса журнала «Изобретатель и рационализатор» (2004), многократный призёр и медалист международного салона «Архимед», медалист знаменитых салонов в Брюсселе и Женеве. Сотрудничал
с журналом «Техника молодежи» и вел рубрику «Технопарк С. Сагакова» в журнале «Изобретатель и рационализатор».

## Награды
Награждён ЦК Всероссийского Союза рабочих водного транспорта именными золотыми часами с надписью «За спасение и восстановление флота» и в ноябре 1923 года юбилейным нагрудным знаком и грамотой в память 5-летия Союза.